# Маркин, Михаил Семёнович
Михаил Семенович Маркин (5 июня 1899 — 13 августа 1986) — советский партийный деятель, депутат Верховного Совета УССР 3-5-го созывов.

## Биография
Родился 5 июня 1899 года в селе Великий Бобрик Харьковской губернии (ныне Краснопольского района Сумской области в семье рабочего.
Трудовую деятельность начал в 1917 году инструктором ремесленной школы сельскохозяйственного кредитного общества. Затем занимал различные руководящие должности в плановых и административных органах городов Сумы и Харьков.
Член ВКП(б) с 1928 года.
В 1940 — 1941 г. — председатель Сумской областной плановой комиссии — заместитель председателя исполнительного комитета Сумского областного совета депутатов трудящихся.
В 1941 — 1944 г. — начальник управления автотранспорта СНК Мордовской АССР; заместитель председателя Совета Народных Комиссаров (СНК) Мордовской АССР.
В 1944 — 1950 г. — заместитель председателя исполнительного комитета Черновицкого областного совета депутатов трудящихся.
Образование высшее. Окончил Высшую партийную школу при ЦК ВКП(б).
С мая 1950 года по 5 января 1953 года — председатель исполнительного комитета Черновицкого областного совета депутатов трудящихся.
В 1953 — 1955 г. — председатель Волынской областной плановой комиссии — заместитель председателя исполнительного комитета Волынского областного совета депутатов трудящихся.
В 1955 — 1969 г. — начальник Центрального Статистического Управления при Совете Министров УССР. Избирался депутатом Верховного Совета УССР 3-го (1951—1955 годы), 4-го (1955—1959 годы) и 5-го (1959—1963 годы) созывов.
С 1969 года — персональный пенсионер союзного значения.
Умер 13 августа 1986 года. Похоронен в Киеве на Байковом кладбище (участок № 31).

## Награды
- дважды Орден Ленина
- орден Трудового Красного Знамени
- Орден «Знак Почёта»
- Почётная грамота Президиума Верховного Совета УССР
- медали